# Calmarza
Calmarza település Spanyolországban,  Zaragoza tartományban. Calmarza Algar de Mesa, Jaraba, Sisamón, Campillo de Aragón és Milmarcos községekkel határos. Lakosainak száma 58 fő (2024).

## Népesség
A település népessége az utóbbi években az alábbiak szerint változott:
| Lakosok száma | 94   | 82   | 79   | 75   | 77   | 76   | 64   | 57   | 63   | 58   |
|               | 2001 | 2004 | 2007 | 2009 | 2012 | 2014 | 2017 | 2019 | 2022 | 2024 |